# Papierfabriek van Velké Losiny

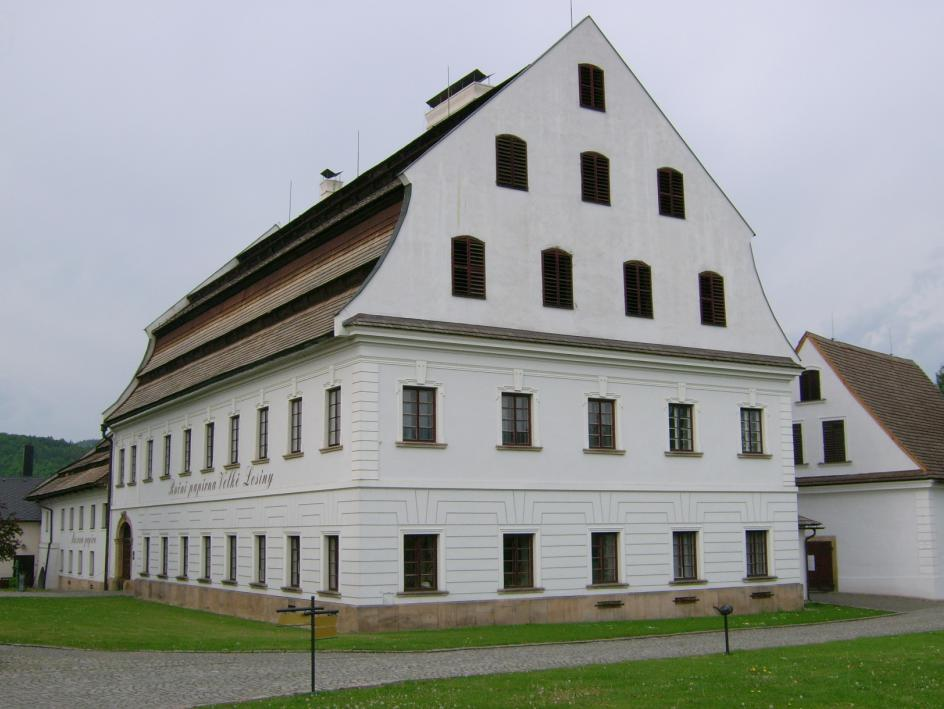
Papírna, V. Losiny

De ambachtelijke papierfabriek in Velké Losiny in Tsjechië dateert uit de 16de eeuw, en is de oudste nog steeds producerende papierfabriek van Midden-Europa. Het bedrijf heeft zich tegenwoordig vooral toegelegd op de productie van handgeschept papier voor Europese en Amerikaanse klanten.  
Naast de fabriek bevindt zich het Papiermuseum, waar de historie van het fabriceren van papier te zien is. Bezoekers kunnen  hier zelf handgeschept papier maken, en is er en winkel en een restaurant.
De papierfabriek staat sinds 2001 op de Tsjechische monumentenlijst en is kandidaat voor een plek op de Werelderfgoedlijst van de UNESCO.